# П'єтро Рута
П'єтро Рута (італ. Pietro Ruta, нар. 6 серпня 1987) — італійський веслувальник, бронзовий призер Олімпійських ігор 2020 року, чемпіон світу та Європи.

## Виступи на Олімпіадах
| Олімпіада           | Дисципліна               | Місце |
| ------------------- | ------------------------ | ----- |
| Ріо-де-Жанейро 2016 | парні двійки, легка вага | 7     |
| Токіо 2020          | парні двійки, легка вага | 3     |

## Зовнішні посилання
- П'єтро Рута — олімпійська статистика на сайті Sports-Reference.com (англ.) (архівна версія)
- П'єтро Рута [Архівовано 18 квітня 2021 у Wayback Machine.] на сайті FISA.

1. 1 2  Pietro Ruta
2. ↑  Pietro Ruta
3. ↑  https://www.olympedia.org/athletes/127173
4. ↑  Olympedia — 2006.